# Stronnictwo Narodowo-Demokratyczne
O Stronnictwo Narodowo-Demokratyczne (em português: Partido Nacional-Democrata), foi um partido político polonês fundado em 1897 por Roman Dmowski para representar o movimento Narodowa Demokracja (Democracia Nacional) nas eleições. Ele era um adversário político do Partido Socialista Polonês. Em 1919, quando a Polônia recuperou sua independência, o Partido Nacional-Democrata foi transformado em Związek Ludowo-Narodowy (em português: União Nacional Popular). Este último, por sua vez, foi em 1928 renomeado Stronnictwo Narodowe (em português: Partido Nacional).  